# استدوم
استدوم (به هلندی: Stedum) یک منطقهٔ مسکونی در هلند است که در لوپرسوم واقع شده‌است. استدوم ۱٬۱۰۰ نفر جمعیت دارد.